# Alexander Isak
Alexander Isak  (Solna, 1999. szeptember 21. –) svéd válogatott labdarúgó, az angol Newcastle United csatárja.

## Fiatalkora
Solnában született és nőtt fel, Stockholm megyében; szülei eritreai származásúak. A helyi klubban, az AIK ifi csapatában kezdett el focizni hatévesen.

## Pályafutása

### AIK Fotboll
Isak 2016. február 28-án debütált a Svéd Kupában, a mérkőzés 75. percében lépett pályára a Tenhults IF, egy negyedosztályú csapata ellen, és gólt is szerzett, mindössze 16 évesen. A mérkőzést az AIK csapata 6:0-ra megnyerte.
2016. április 7-én debütált a svéd első osztályban, az Östersunds FK csapata ellen a második félidőben lépett pályára a 2016-os szezonban. Az edző Andreas Alm a kezdő keretbe jelölt az idegenbeli mérkőzésre, egy másik fiatallal, Carlos Strandberggel együtt. Isak szerezte a második gólt, mellyel 2-0-ra nyertek, és ezzel a góllal AIK csapata történelmének legfiatalabb góllövője lett, 16 évesen és 199 naposan.
Április 25-én megszerezte első gólját hazai pályán a Elfsborg ellen 2-1 arányban megnyert mérkőzésen.
2016. május 3-án aláírta első profi szerződését a 2018-as szezon végéig. Az új szezon kezdetén menesztették Andreas Alm edzőt, utódja, Rikard Norling megerősítette Isak helyét a kezdő tizenegyben.
2016. szeptember 21-én Alexander Isak 17. születésnapja előtt lőtt két gólt a városi rivális Djurgårdens ellen, a Stockholmban rendezett derbin. Csapata 3:0-ra győzött.
A mérkőzés után Chinedu Obasi az új Zlatan Ibrahimovićnak nevezte.

### Borussia Dortmund
2017. január 23-án bejelentették, hogy a német Borussia Dortmund csapatába igazolt, 2022-ig szóló szerződést aláírva, miután visszautasította a spanyol Real Madrid CF csapatát.

### Willem II(kölcsönben)
2019. január 25-én a holland élvonalban szereplő Willem II vette kölcsön. Ahol tizenhat mérkőzésen lépett pályára tizenhárom gólt szerzett és hét gólpasszt osztott ki. 

### Real Sociedad
2019. június 12-én hivatalosá vált, hogy távozik a Borussia Dortmund klubcsapatától és a spanyol bajnokságban szereplő Real Sociedad csapatához írt alá. 

### Newcastle United
2022. augusztus 26-án az angol első osztályban érdekelt Newcastle United szerződtette.

## Statisztika

### Klubcsapatokban
Legutóbb frissítve:2019. május 15-én.
| Klub                   | Szezon         | Liga              | Liga            | Liga   | Nemzeti kupa    | Nemzeti kupa | Európai         | Európai | Összesen        | Összesen |
| Klub                   | Szezon         | Bajnokság         | Pályára lépései | Góljai | Pályára lépései | Góljai       | Pályára lépései | Góljai  | Pályára lépései | Góljai   |
| ---------------------- | -------------- | ----------------- | --------------- | ------ | --------------- | ------------ | --------------- | ------- | --------------- | -------- |
| AIK                    | 2016           | Allsvenskan       | 24              | 10     | 2               | 3            | 3               | 0       | 29              | 13       |
| AIK                    | Összesen       | Összesen          | 24              | 10     | 2               | 3            | 3               | 0       | 29              | 13       |
| Borussia Dortmund II   | 2016–17        | Regionalliga West | 1               | 0      | —               | —            | —               | —       | 1               | 0        |
| Borussia Dortmund II   | 2018–19        | Regionalliga West | 11              | 5      | —               | —            | —               | —       | 11              | 5        |
| Borussia Dortmund II   | Összesen       | Összesen          | 12              | 5      | —               | —            | —               | —       | 12              | 5        |
| Borussia Dortmund      | 2016–17        | Bundesliga        | 0               | 0      | 1               | 0            | 0               | 0       | 1               | 0        |
| Borussia Dortmund      | 2017–18        | Bundesliga        | 5               | 0      | 3               | 1            | 4               | 0       | 12              | 1        |
| Borussia Dortmund      | 2018–19        | Bundesliga        | 0               | 0      | 0               | 0            | 0               | 0       | 0               | 0        |
| Borussia Dortmund      | Összesen       | Összesen          | 5               | 0      | 4               | 1            | 4               | 0       | 13              | 1        |
| Willem II (kölcsönben) | 2018–19        | Eredivisie        | 16              | 13     | 2               | 1            | —               | —       | 18              | 14       |
| Willem II (kölcsönben) | Összesen       | Összesen          | 16              | 13     | 2               | 1            | 0               | 0       | 18              | 14       |
| Real Sociedad          | 2019–20        | La Liga           | 0               | 0      | 0               | 0            | 0               | 0       | 0               | 0        |
| Real Sociedad          | Összesen       | Összesen          | 0               | 0      | 0               | 0            | 0               | 0       | 0               | 0        |
| Teljes karrier         | Teljes karrier | Teljes karrier    | 57              | 28     | 8               | 5            | 7               | 0       | 72              | 33       |

1. ↑  magában foglalja a Svéd kupán, a DFB-Pokalon & KNVB kupán való pályára lépéseit is.
2. ↑  Pályára lépései az Európa-ligában
3. ↑  Egy pályára lépés a Bajnokok Ligájában, három pályára lépés az Európa-ligában

### A válogatottban
Legutóbb frissítve:2019 június 10-én.
| Svédország | Svédország     | Svédország |
| Év         | Pályára lépesi | Góljai     |
| ---------- | -------------- | ---------- |
| 2017       | 2              | 1          |
| 2018       | 0              | 0          |
| 2019       | 4              | 1          |
| Összesen   | 6              | 2          |

### Góljai a válogatottban
| #  | Dátum            | Helyszín                                                 | Ellenfél  | Gól | Végeredmény | Verseny                                          |
| -- | ---------------- | -------------------------------------------------------- | --------- | --- | ----------- | ------------------------------------------------ |
| 1. | 2017. január 12. | Armed Forces Stadium, Abu-Dzabi, Egyesült Arab Emírségek | Szlovákia | 1–0 | 6–0         | Barátságos mérkőzés                              |
| 2. | 2019. június 7.  | Friends Arena, Solna, Svédország                         | Málta     | 3–0 | 3–0         | 2020-as lEurópa-bajnokság (elejtező – F csoport) |

## Sikerei, díjai
- Borussia Dortmund
  - Német kupa: 2016–17

- Real Sociedad
  - Spanyol kupa: 2019–20

## Külső hivatkozások
- Alexander Isak profilja (angol nyelven). uefa.com
- Alexander Isak profilja (svéd nyelven). svenskfotboll.se. [2016. augusztus 16-i dátummal az eredetiből archiválva]. (Hozzáférés: 2017. július 5.)
- Alexander Isak profilja (német nyelven). fussballdaten.de